# 莫勒淺灘
67°34′S 62°52′E / 67.567°S 62.867°E
莫勒淺灘是南極洲的淺灘，位於麥克羅伯特森地的霍姆灣，是基斯塔海峽的最北端，處於韋爾奇島以西1.9公里、卡斯滕斯淺灘以東，最淺水深32米。